# Murder
Murder er en popduo fra Danmark bestående af sangeren Jacob Bellens (også kendt fra bandet I Got You On Tape) og sanger og guitarist Anders Mathiasen. Duoen fik sit gennembrud med albummet Stockholm Syndrome i 2006, der fik positiv kritik fra anmelderne, og vakte opmærksomhed også ud over de danske grænser, da albummet i 2008 blev udsendt i Europa.
I 2010 udsendte duoen det ligeledes kritikerroste album Gospel of Man.
Orkesteret har bl.a. optrådt på Roskilde festival (2007) og i udlandet. Murder optrådte tillige på SPOT Festival 2008, hvor Rolling Stone Magazines journalist David Fricke (der anses for ham, der "opdagede" The Raveonettes) fremhævede Murders optræden på festivalen.

## Diskografi
- One Year from Now It's My Birthday (2005)
- Stockholm Syndrome (2006)
- Gospel of Man (2010)